# 후마윤
후마윤(Al-Sultan al-'Azam wal Khaqan al-Mukarram, Jam-i-Sultanat-i-haqiqi wa Majazi, Sayyid al-Salatin, Abu'l Muzaffar Nasir ud-din Muhammad Humayun Padshah Ghazi, Zillu'llah, 1508년 3월 17일 ~ 1556년 3월 4일)은 무굴 제국의 두 번째 황제로, 현재의 아프가니스탄, 파키스탄과 북인도를 1530년 ~ 1540년까지 다스렸다. 선황 바부르와 비슷하게 즉위 초기 많은 영토를 잃었지만, 이후 페르시아 제국의 도움으로 결국 더 큰 나라를 얻었다. 학식이 높고 문화에 대한 조예가 깊은 교양인으로 알려지지만, 재위 기간중 무굴 제국은 많은 어려움을 겪었다.
1530년, 22세의 나이로 즉위하였다. 즉위 초기, 구자라트와 말와를 정복하였으나 1년여 만에 통제력을 잃었다. 아프가니스탄계 수르 왕조의 셰르 샤에게 1539년 1540년 두 차례나 패해, 제국의 통치권을 잃었다. 사파비 왕조가 통치하는 이란으로 도망갔고, 15년간 망명군주로서 지냈다.
셰르 샤가 피살된 후, 수르 왕조의 내분을 틈타 사파비 왕조의 지원으로 1555년 인도를 재정복 하였다. 황제로 다시 즉위했으나, 1556년 궁전 도서관 계단에서 떨어져 죽었다. 13살에 즉위한 후마윤의 아들 악바르의 치세 기간에 무굴 제국은 전성기를 맞는다.
델리 동남쪽 교외에 남아 있는 후마윤의 무덤은 인도 최초의 정원식 무덤이다.